# Apeadeiro de Pontes
O Apeadeiro de Pontes é uma interface encerrada da Linha do Sul, que servia a localidade de Pontes, no concelho de Setúbal, em Portugal.

## História

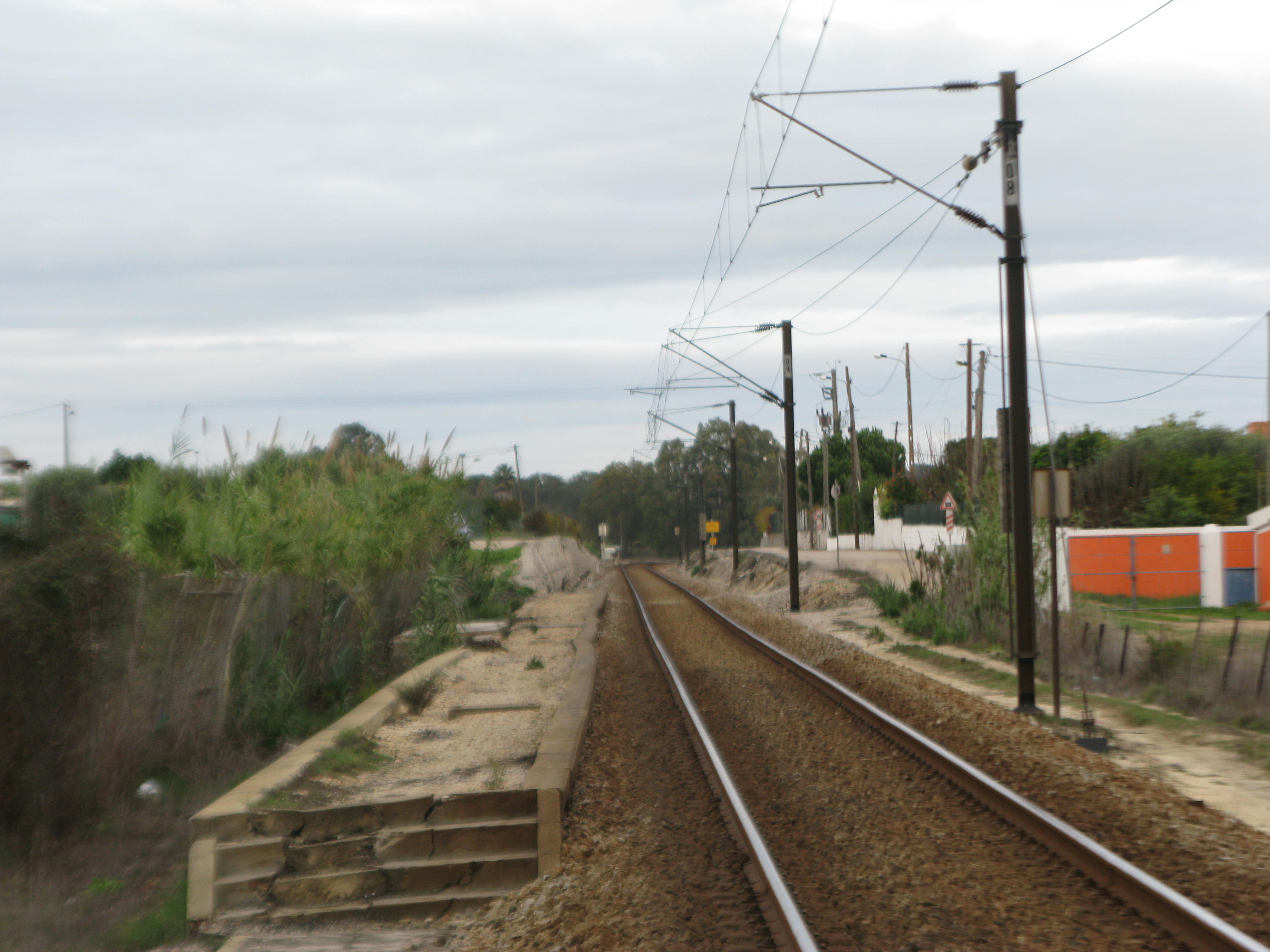
Apeadeiro em 2022.

Este apeadeiro fazia parte do lanço da Linha do Sul entre Setúbal e Alcácer do Sal, que entrou ao serviço em 25 de Maio de 1920.